# 可燃物
可燃物（かねんぶつ、英: combustible matter）とは、通常環境において着火した場合に燃焼が継続する物体の呼称である。純物質に対しては可燃性物質（かねんせいぶっしつ、英: flammable material）とも呼ぶ。また、物体が継続的に燃焼する性質を可燃性（かねんせい、英: flammability）と呼ぶ。
燃焼は、ある一定の温度以上に保たれないと継続しないため、放射、対流、伝導によって散逸する熱よりも、燃焼によって発生する熱が上回る必要がある。また、多くの場合において燃焼に必要な酸素は空気から供給されるため、可燃性は可燃物表面の状態、形状、環境による影響を受ける。例えば、切り屑状の金属（スチール・ウールなど）は、表面積が大きくライターなどで比較的容易に着火が可能だが、金属の塊は火を近づけても容易には燃焼しない。
燃焼を目的とする可燃物は燃料と呼ばれるが、燃料は経済性、可搬性、安全性などが重要であるため、可燃性だけでは評価されない。

## 温度
可燃性の度合いを識別する温度の指標として発火点と引火点とがある。
発火点
炎の存在なしに、大気中に置かれた物体が継続的に燃焼し始める最低温度。
引火点
炎が存在した場合に、大気中に置かれた物体に着火する最低温度（その結果として、燃焼が継続しなくとも良い）。厳密には、液体の可燃物が液面から爆発限界の最低値の濃度の蒸気を発生させるのに足りる最低の温度が引火点である。
一般に、引火点は発火点よりも低いことが多く、可燃物の場合は発生する燃焼熱が大きいため、着火することで温度が発火点を超えて燃焼が継続することがほとんどである。

## 法令
日本においては、いくつかの法令で可燃物の取り扱いが定められている。物質の状態が気体もしくは液化ガス（液化した気体）の場合は、高圧ガス保安法の適用を受ける。固体もしくは液体の場合は、消防法の適用を受ける。可燃性物質は燃えやすいもののイメージがあるが、古紙などは可燃性であるものの消防法の適用を受けない、各市区町村の条例により、指定可燃物の適用を受ける。
法令上の可燃性物質の定義は以下を参照。
- 可燃性ガスの定義は、一般高圧ガス保安規則第2条に指定されている。
- 危険物の可燃性物質は消防法別表1に指定されている。
- 指定可燃物については、各市区町村の条例を参照。